# 平田天命堂
株式会社平田天命堂（ひらたてんめいどう）は、かつて大分県に本社を置き、医薬品・衛生材料の卸売業を行っていた企業。地盤は九州地方。現在はスズケングループの「翔薬」である。

## 概要
- 本社所在地：大分県大分市新町14-8
- 代表取締役社長：平田次雄
- 資本金：5,000万円

## 沿革
- 1924年（大正13年）10月 - 「クスリの平田天命堂」創業[1]。
- 1951年（昭和26年）12月 - 「株式会社平田天命堂」設立[1]。
- 宮崎県の「日向薬品株式会社」を子会社化し「株式会社平田天命堂宮崎薬品」と商号変更。その後に合併。
- 2000年（平成12年）10月 - 株式会社九薬、大分県大分市の「株式会社平田天命堂」と長崎県長崎市の「伊東薬品株式会社」が合併し、「株式会社翔薬」設立[1]。

## 営業所
- 大分県:大分市・別府市・中津市・日田市・佐伯市
- 宮崎県:宮崎市・延岡市・都城市

## 大株主
- 塩野義製薬30,000
- 三共22,000

## 主な取引メーカー
- 塩野義製薬
- 三共
- 東京田辺製薬
- 田辺製薬
- 興和新薬
- 住友製薬
- ヘキストジャパン
- 鳥居薬品工業